# 部品取り
部品取り（ぶひんとり、spare parts donor）とは、故障・破損・事故などにより機能不全となって価値を失った、あるいは用途がなく使用されずに留置されている工業製品を、他の個体のための部品の供給源として保管しておくこと、またはその状態となった個体のことである。
自動車・鉄道車両・航空機をはじめ、組み立てを伴う工業製品全般で、主に古いため保守部品が乏しい場合や財政上の事情が良くない（パーツが高価）場合に用いられる。逆にいえば、保守部品と資金が潤沢に存在するような状況では、部品取りとせずに解体されることが多い。対象とするものが車両である場合、部品取り車（ぶひんとりしゃ）、機関車や航空機などの場合は部品取り機（ぶひんとりき）という。

## 自動車の場合
自動車では、廃車となりナンバープレート（車籍）を外され、解体業者で積み上げられる直前の状態である公道を走行不能となったものを指す。バスやタクシーの車両にも、そのような例は存在する。
日本で2005年（平成17年）4月1日に施行された自動車リサイクル法により、廃車時の処理費用がユーザー負担となった背景には、ディーラーと解体業者の間に国が割り入って管理している形が挙げられる。ボンネットや足回りはOEMや姉妹車、機能部品になるとプラットフォームの共有化で他車種でも転用できる可能性があるため、多くの修理工場が修理部品のコストを低く済ませようとする場合、あるいは新品部品がない場合はこの部品取り車から流用する場合が多い。
ユーザーがその車によほどの愛着がない限りは廃車となってしまうことが多い現在において、外装部品・機能部品はマニアやエンスーの手により早めになくなってしまう。その部品がすべて剥ぎ取られた状態が、解体済みのドンガラとして解体業者の敷地に積み上げられる。
ちなみに、特定の車種を多く擁する場合（タクシー会社など）だと、耐用年数やダメージなどの関係で本来なら廃車にされる車両を部品取りとして保有している場合もある。その一例として、陸上自衛隊においても73式小型トラック（旧型）をニコイチ目的で廃車にしている。この理由としては一般の旧車とほとんど同じで、市販型三菱・ジープの生産終了により起こりうるメンテナンスパーツの枯渇に備えるためである。旧来車両の用途には新型車では代替できない分野もあるという事情もあり、部品取りの確保を目的として、耐用年数が規定に達した車両は、走行可能な状態であっても廃車としているのである。警察が保有するパトロールカーにおいても、既存資産の有効活用と部外者による悪用の防止を目的に、走行不能となった個体は、部品取り車として倉庫内で厳重に保管され、使用可能な部品がなくなり次第、解体処理が行われる。
またカスタムカーの世界においては、エンジンスワップなど何か一部分をごっそり移植しようと考えた場合に、部品取りが丸ごと用意される場合もある。
その理由には
- 予想外のパーツが必要になったがために、発生する不具合（作業がストップする、想定外の費用が発生するなど）を防ぐ。
- 車体丸ごと買ってしまった方が、単体で買い揃えるより安い、またはパーツ調達の手間が省ける。
- 部品取り車の状態にもよるが、パーツ単体ではないので、部品の動作確認が容易な場合がある。

が挙げられる。

## 鉄道車両の場合

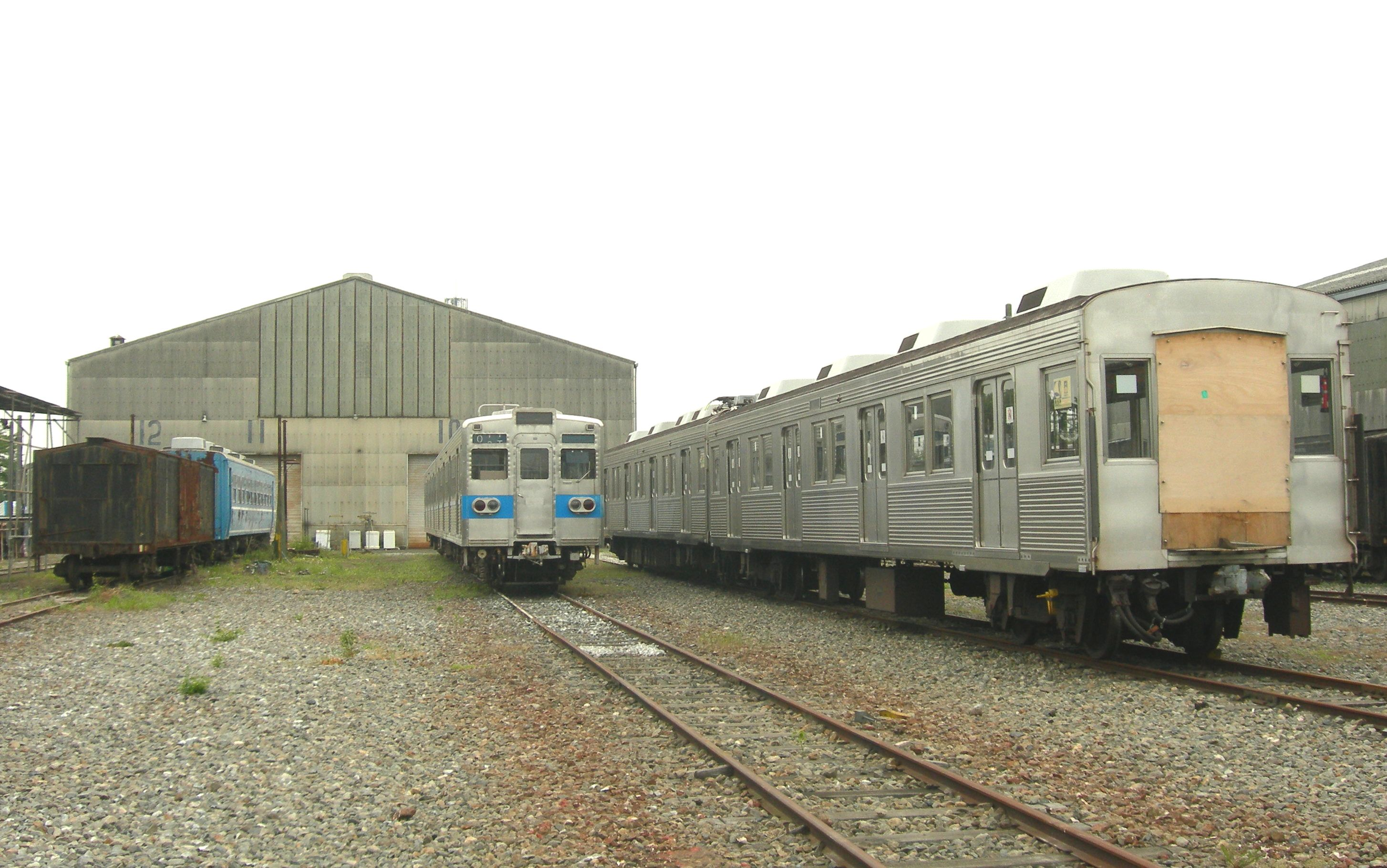
部品取り用車両の例（秩父鉄道）

ある鉄道事業者で廃車となった鉄道車両を、別の鉄道事業者が中古車として購入する場合、新製時から相当年数経っていることが多く、技術革新により使用されている部品がすでに生産終了済であり、故障してもその手当てをする部品が入手困難になっていることがある。そのため、同系列の車両を部品取り用として同時に購入することがある。特に譲渡車にいえるが、制御装置、主電動機などの部品は単体として置くより車両ごと置いたほうが効率よく、また譲受時に一緒に入ってくるため輸送コストも圧縮できる。また車体を倉庫代わりにできるなどのメリットもある。
また、歴史的な車両を動態保存（復元）する場合において、対象車両が複数ある場合、その中の一部を活かすために他の車両を部品取り用として廃車（解体）する場合もある。特に蒸気機関車の場合に顕著であるが、動態保存車が故障した場合、他の静態保存車の部品を修理用として調達することがある。厳密な意味での部品取りとはやや性格は異なるが、こうした静態保存車を生産の途絶した部品の供給源とした事例は少なくない（→国鉄7100形蒸気機関車、国鉄42系電車、大井川鐵道C56 44）。動態保存車ではない場合も廃車が進行している時期には営業中の車両で故障した部品を廃車となった車両から供給することもあり、中にはJR東日本のクハ210-3013のように、一部が大破した構体を廃車になった車両から切り取って接合し修復した事例もある。
部品取り車は整備を受けず、主要な部品をどんどん剥ぎ取られていくことから、最終的にはスクラップとなるものが大半である。ただし特殊な例として、東急7200系電車は30両が豊橋鉄道へ譲渡され、うち27両が豊橋鉄道1800系電車 (2代)となり残る3両は部品取り車となったが、運用開始後に2両が車庫内での火災で再起不能となって廃車されたため、部品取り車のうち2両を整備して復旧した事例がある。2008年にはさらに残り1両の部品取り車も整備され、現役復帰した。
また、部品のストックがない場合、運用中の車両を車庫に留置し、その車両から部品を取り外して他の車両に移設するという、俗に「共食い整備」と呼ばれる方法がある。無論危険な整備方法であるために禁止されていることが多いが、開発途上国の鉄道においては日常的に行われていたり、高速鉄道であっても韓国高速鉄道では日常的に行われていることが確認されている。日本でも、2010年にJR西日本で緊急列車停止装置（EB装置）を他車両から流用後、装置を外された車両が連絡ミスで、そのまま運行されてしまった事例がある。

## 航空機の場合

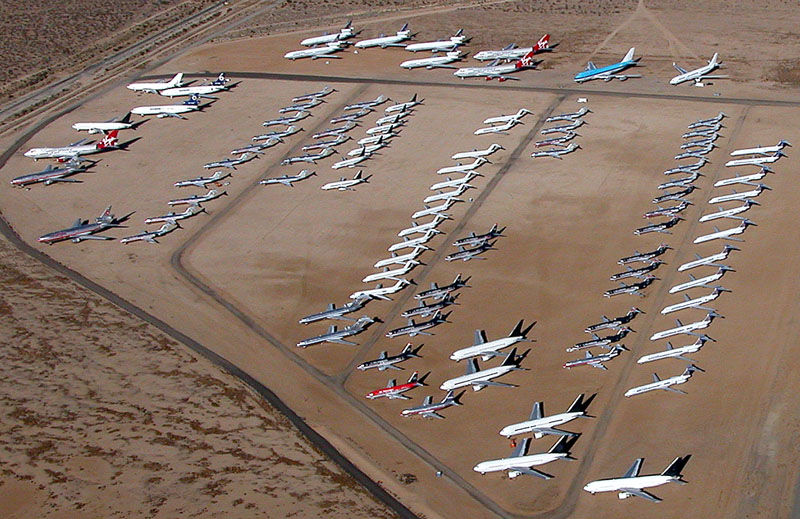
不完全な航空機が並ぶモハーヴェ空港

航空機は中古機を保管・再整備して転売するだけでなく、耐用年数が近かったり破損した事故機であっても部品取りとして価値が残るため、胴体や翼などの主要構造物、操縦桿やアビオニクスなど構成部品単位での売買が行われている。
保管には広く乾燥した土地が必要であるため、民間機はモハーヴェ空港やテューペロ地域空港、軍用機はデビスモンサン空軍基地など砂漠地帯の飛行場周辺に設けられた場所に隙間を目張りした状態で仮置きされ、売却が決まった箇所が適時取り出される。これらの場所は「飛行機の墓場」と呼ばれる。
コンコルドの2号機・14号機が部品取りにされた（14号機は後に復帰）他、ドバイ日航機ハイジャック事件で爆破された日本航空JA8109・ボーイング747の尾翼がKLMオランダ航空PH-BUFに装着された。
An-225は、ウクライナの工場の一角に放置されている間、An-124とAn-70の補修用部品取りとして次々と主要部品を失った(後に改修の上、再就航)。モハーヴェ空港には、ギムリー・グライダー（エアカナダ143便事故）で有名なC-GAUN（ボーイング767）など、部品取りとして売却された機体が保管されている。また、国立科学博物館に保存されている零式艦上戦闘機二一型はラバウル工廠に残された複数の残骸から製作されている。
軍用機の整備でも共食い整備はしばしば行われており、実際の数より稼働数が落ちてしまう。なお自衛隊においてもF-4戦闘機や東日本大震災の影響で水没したF-2戦闘機の廃機体などが老朽化、生産終了による部品在庫数減少のため部品取りとして使用されている。特にF-4戦闘機は老朽化が甚だしい（本来であれば同機種のどの機体でも使用できる部品が経年による変形などで機体ごとに取り付けるパーツが決められているほどである。）ことや、部品によっては製造が終了あるいは製造に数か月単位の時間が掛かる物もあるため共食いせざるを得ない状況となっていた。かつてはC-46輸送機の維持のために、1959年に中華民国空軍から同型の中古機を部品取り用として12機購入したこともあった。このときに購入した中古機は、状態が思いのほか良好であったため、部品取りとはならずにそのまま輸送機として使用されている。
アメリカ空軍によるオペレーション・ベビーリフトでは、共食い整備で部品を取られていた機体による墜落事故が発生しており、管理ミスによる事故も多発している。
冷戦時代、旧東側諸国および中近東諸国では旧ソ連製の軍用機が大量供与されていた。これは導入当初から部品取りを想定したものであり、実際に一線で配備されている機体は全体の半分から3分の2程度であることが多かった。

## パソコンなどの電化製品の場合
パーソナルコンピュータ、AV、スマートフォンなどの、一連の家電製品の場合にも、部品取りが行われることがある。
この場合は車両などの場合と異なり、部品が潤沢にある場合でも、行われる事が多い。主に自作パソコンを製作するときやパソコンを修理するときに、新品を購入すると高価になる物を、安価にするために行われることがほとんどである。
パソコンの場合は、ジャンク品と呼ばれる、主に部品取りを目的とした動作保証のない廃品のパソコンを安価に取り扱っている店舗も多数存在し、予め店舗の方で見た目の破損がないパーツなどを抜き取った状態でそれぞれが単品販売されることもある。
基本的に現在のパソコンはATXの規格で作られているものが多く、そういった機種では元となるパソコン自体やパーツのメーカーが全く異なっていたり、パーツそのものがどこのメーカーのどんなパソコンで使われていたかなどの、出所が分からないものであっても相互に使い回すことができるため、部品取りが容易であるといえる。ワープロや電子メールなどにしか使わず、最新のスペックが必要とはいえないパソコンに関しては、新品を購入せずに故障品やジャンク品から良品部品を寄せ集めて製作すれば、非常に安価に製作することも可能である。
また例えば、フロッピーディスクドライブなどは、現在では枯れた技術であるため、消耗度を気にしないのであれば、動作その物は新品であろうと廃品から出た部品であろうと、製品の性能にほとんど違いはないため、こういった物が部品取りの対象にされ、再使用されることもある。
その他、他の工業製品と同様に部品が潤沢にない場合にも部品取りは行われる。例えばPC-9800シリーズやX68000シリーズなど、現在新品が存在せず、独自規格の多い製品を延命利用する必要がある場合には、部品取りを行うことで修理を行わなくてはならないことが多い。

## 玩具など
1999年から2006年まで販売された旧世代型AIBOは、2014年に販売元のSONYがサポートを打ち切ったため、2018年現在はユーザーから提供される（修理を行う株式会社ア・ファンは献体と称する）故障した機体から必要な部品を取り出し、修理に供している。部品を提供する機体は事前に合同葬儀を行い供養される。

## 特記事項
上記の家電製品や玩具などは、リサイクルショップや、前者の場合は中小の町の家電量販店などで、ジャンク品を個人やウェブショップなどから購入の上で、修理部品として活用する事例も多い。